# Youssef Abad
Youssef Abad est un quartier au nord de Téhéran en Iran.